# 河瀨茉希
河瀨茉希（日语：／ Kawase Maki，1995年12月31日—），日本女性配音員。出身於千葉縣。ARTSVISION所屬。A型血。

## 來歷
國中畢業前就對動畫和遊戲很感興趣，但當時還不清楚何謂聲優，對成為聲優也還沒有興趣。高中2年級時，經朋友邀約參加當時很喜歡的遊戲的活動，並深受活動時聲優的現場表演感動。之後便開始尋找能盡快開始的聲優養成學校。高中3年級時以每週一次的頻率前往日本播音演技研究所上課。並在通過試鏡後，成為ARTSVISION所屬。
2018年電視動畫《飛龍女孩》第一次飾演要角，然後2020年的《熊熊勇闖異世界》中第一次飾演主角。

## 人物
興趣：讀書、電影鑑賞。
喜歡的迪士尼動畫角色是《大英雄天團》的杯麵（Baymax）。喜歡在喝紅茶時配上草莓。曾是樂團back number後援會的會員。後來在SOLO廣播上表示，剛開始工作時收入不穩定於是就退會至今。
高中時期為止一直留著短髮。原本高中畢業之後要進入事務所時一度考慮過女孩子應該留長髮，但嘗試沒多久還是放棄了。
與同事務所同期的相內沙英、小泉瀨奈3人都是好友；出演《佐賀偶像是傳奇》後與本渡楓交好，兩人私下會相約出遊，也曾邀她至家中過夜。

## 演出
粗體字表示主要角色。

### 電視動畫
2015年
- 可愛巧虎島Wao！
- 名偵探柯南（女學生B）

2017年
- 清戀（客人、女學生）
- 人馬小姐不迷茫（獄樂章、八千代田十和子）
- LoveLive！Sunshine!! 第2期（女學生）

2018年
- 七美德（前輩）
- 飛龍女孩（星野繪瑠[13]）
- 龍族拼圖（大姐姐）
- 百鍊霸王與聖約女武神（茵格莉特[14]）
- 搖曳莊的幽奈小姐（委員長）
- 佐賀偶像是傳奇（紺野純子[15]）
- 夕照少女（櫻賀輝[16]、拓實）
- 梅露可物語 -無氣力少年與瓶中少女-（弗流林古）

2019年
- 不吉波普不笑（今崎靜子、里香）
- 輝夜姬想讓人告白～天才們的戀愛頭腦戰～（女學生B）
- 家有女友（柳瀨）
- 魔法水果籃（前輩、學生）
- 為什麼老師會在這裡!?（佐藤一郎〈少年時期〉、海灘遊客）
- 請讓我撒嬌，仙狐大人！
- B Rappers Street（日语：Bラッパーズ ストリート）（奈良惠、考瑞老師）
- 海盜戰記（小孩、村莊少女、哥魯姆村村人、阿謝拉特〈幼年時期〉）
- 滿月之戰（女學生）
- 流汗吧！健身少女（廣播）
- 女高中生的虛度日常（微辣妹、體育老師、琥珀的朋友）
- 戰×戀（早乙女八雲[17]）
- 神田川JET GIRLS（吉德桐子）
- 我不是說了能力要平均值嗎？（馬爾賽拉[18]）
- 夢幻之星Online2 神諭篇章（操作員）

2020年
- MAJOR 2nd（澤彌生[19]）
- 球詠（朝倉智景[20]、白井莉子）
- 輝夜姬想讓人告白？～天才們的戀愛頭腦戰～（團員）
- 魔物娘的醫生（苦無·傑納烏[21]）
- 戀與製作人（廣播）
- 熊熊勇闖異世界（優奈[22]）
- 無能力者娜娜（刑事）

2021年
- 萌可魯玩偶貓（妖精①）
- 佐賀偶像是傳奇 捲土重來（紺野純子[23]、與純子相似的城鎮姑娘）
- 異世界魔王與召喚少女的奴隸魔術Ω（多莉雅[24]）
- 歌劇少女!!（考生A、預科生B、曉也母親[25]、同班女生A、清美、預科生、今野瞳、城田美波）
- 精靈幻想記（姂臬莎·埃麥爾）
- 魔法紀錄 魔法少女小圓外傳 2nd SEASON -覺醒前夜-（白羽毛〈觀鳥令〉）
- 世界盡頭的聖騎士（威爾[26]）
- 陰陽眼見子（山崎）

2022年
- 平家物語（藤原輔子）
- 女性向遊戲世界對路人角色很不友好（尼克斯）
- 青之蘆葦（一條花[27]）
- Healer Girl 歌癒少女（同級生、森嶋真由美）
- 夏日時光（菱形朱鷺子[28]）
- 盾之勇者成名錄 第二季（蓬·耶瑪爾）
- Lycoris Recoil 莉可麗絲（春川風希）
- 徹夜之歌（春菜）
- 盛開的阿斯諾特莉亞 吸！（納達）
- 決鬥大師 WIN（覺知山Boy）
- VAZZROCK THE ANIMATION（園兒A）
- 孤獨搖滾！（岩下志麻、學生）

2023年
- 尼爾：自動人形 Ver1.1a（金）
- 在地下城尋求邂逅是否搞錯了什麼IV 深章 厄災篇（諾茵[29]）
- 不要欺負我，長瀞同學 2nd Attack（校內廣播）
- 被解僱的暗黑士兵（30多歲）開始了慢生活的第二人生（達利艾爾〈幼年〉）
- 決鬥大師 WIN 決鬥學園篇（覺知山Boy）
- 熊熊勇闖異世界 PUNCH！（優奈[30]）
- 魔法使的新娘 SEASON2（菲洛美拉·薩堅特[31]）
- 魔法少女毀滅者（防毒面具、優、女、新聞聲音、夏娃[32]、Guts高子、橙）
- 鬼滅之刃 刀匠村篇（不死川弘）
- 機戰少女Alice Expansion（地藏）
- 偶像大師 灰姑娘女孩 U149（桐生司）
- 江戶前精靈（小金井小夜子）
- 海盜戰記 SEASON 2（悠瓦的朋友）
- 殭屍100～在成為殭屍前要做的100件事～（殭屍4[33]）
- 妖幻三重奏（豆兵衛）
- 想當冒險者前往都市的女兒成為S級（雅妮莎[34]）
- 地下忍者（真子、女學生3）
- 世界盡頭的聖騎士 鐵鏽之山的君王（威爾〈少年時期〉）
- 16bit的感動 ANOTHER LAYER（南里）
- 聖魔大戰 BIKKURI-MEN（船長）

2024年
- 秒殺外掛太強了，異世界的傢伙們根本就不是對手。（特蕾莎）
- 格鬥實況（情侶女性）
- 夜櫻家大作戰（秋風紅葉）
- 異世界悠閒紀行～邊養娃邊當冒險者～（焦爾）
- 杖與劍的魔劍譚（蘿賽·普雷奈特）
- 不時輕聲地以俄語遮羞的鄰座艾莉同學（更科茅咲[35]）
- 小市民系列（石和馳美）
- Re:從零開始的異世界生活 3rd season（修爾特）
- 去參加聯誼，卻發現完全沒有女生在場（烏羽[36]）
- Murder Mystery of the Dead（篠原史香[37]）

2025年
- mono女孩（駒田華子[38]）
- 男女之間存在純友情嗎？（不，不存在！）（新木由美）

2026年
- 不時輕聲地以俄語遮羞的鄰座艾莉同學（第2期）（更科茅咲[39]）

### OVA
2020年
- 刀使之巫女 刻印一閃的燈火（新多弘名[40]）

### 劇場動畫
2023年
- 愛麗絲與特蕾絲的虛幻工廠（原陽菜[41]）

2025年
- 劇場版 佐賀偶像是傳奇 夢銀河天國（紺野純子[42]）

### 網路動畫
2020年
- BearBear勇闖異世界（優奈）
- 偶像大師 灰姑娘女孩劇場 Extra Stage（桐生）

2022年
- 轟天高校生（笹原初穂）
- CINDERELLA GIRLS 10th Anniversary Celebration Animation ETERNITY MEMORIES（桐生司）

2023年
- BearBear勇闖異世界PUNCH！（優奈）

2025年
- Lycoris Recoil 莉可麗絲：友誼是時間的竊賊（春川風希）

### 遊戲
2015年
- 激鬥學園（龜井玉手[43]、富士山有栖）
- 天空艦隊（阿爾敏[44]、納達[45]）
- 軍事姬大戰（日语：ミリ姫大戦）（洛赫特[46]、胡德爾[46]）

2016年
- Zendel & Sons（艾絲黛拉）
- 魔物娘的同居日常 Online（雷姆、蕾亞、涅玫絲[47]）
- 魔物娘☆後宮（日语：モン娘☆は〜れむ）（赫麗涅、天道寺杏子[48]）
- 雷姆利亞 ～Strada Of Chain～（塞托尼亞[49]、蘇菲[50]、艾爾維亞[51]）
- Legend of Arsmagna（久遠[52]、甲雪、布里奇特[53]）

2017年
- 天華百劍 -斬-（雷切丸[54]）
- 卡巴拉島 我想成為召喚士（亞歌[55]）

2018年
- Cytus II（Ivy）
- FOX -Flame of Xenocide-（厘厘普）
- Sdorica 萬象物語（Ivy[56]）
- 亞爾堤戰記（日语：アルテイルクロニクル）（索雅菈[57]、瑪魯堤[58]、米莉亞[59]）
- 茜色少女（賀輝[60]）
- 祈禱之天秤（日语：プレカトゥスの天秤）（內弗里·史密斯[61]）
- 魔法紀錄 魔法少女小圓外傳（2018年－2022年，觀鳥令[62]）
- 機戰少女Alice（法蒂瑪·貝托羅琳）

2019年
- 青石2（妮妮[63]）
- 碧藍航線（Z2[64][65]）
- 幻獸契約Cryptract（日语：幻獣契約クリプトラクト）（芬特[66]、雷普提爾[67]、阿姆爾[68]）
- 八月的棒球甜心（櫻田千代[69]）
- 私立格里莫瓦魔法學園A（日语：グリモア〜私立グリモワール魔法学園〜）（紺野純子）
- 棕色塵埃（日语：ブラウンダスト）（塔基）
- ω 迷宮Life（冰花精靈[70]）
- 陸自娘（藤直美[71]、16式機動戰鬥車[72]、挑戰者2 Mk.2 黑夜[73]、VT1-2 維薩奇 鬥爭者[74][75]）
- 劇場推理 人狼狂（格梅里[76]）
- 傳說對決 -Arena of Valor-（卡芬尼櫻吹雪[77]）
- Z/X Code OverBoost（瑞瓦提恩、帕薩爾[78]）
- 時之歌 -無盡之詩-（沙林[79]、雪莉[80][81]）
- 夢幻之星 伊多拉傳說（日语：イドラ ファンタシースターサーガ）（薩沙、卡琳[82]、桑德拉[83]）

2020年
- ETERNAL（不知火[84]）
- 為美好的世界獻上祝福！Fantastic Days（莉亞[85]）
- 繪師神之絆（梅菲斯特[86]）
- 英雄王國（艦隊[87]）
- 僕姬Project（鬼燈莉拉[88]）
- 偶像大師 灰姑娘女孩 星光舞台（2020年－2021年，桐生司[89]）2作品[注 1]
- 彈射世界（紺野純子[90][91]）
- 閃耀幻想曲（虎道環（日语：ぱわーおぶすまいる。）[92][93]）

2021年
- 夢境連結！Re：Connected（紺野純子[94]）
- sin 七大罪 X-TASY（阿蓓利亞[95]）
- SHOW BY ROCK!! Fes A Live（莉克絲[96]）
- 東方彈幕神樂（爾子田里乃[97]）
- WACCA Reverse（露恩[98]）
- 守望傳說（葛蕾茉莉[99]、赤雪[100]）
- BLUE REFLECTION TIE/帝（宮內伶那[101]）

2022年
- Crash Fever（墨子&魯班）
- 鬼斬（明智光秀）
- 蔚藍檔案（间宵时雨）

2023年
- 宿命迴響（達夫尼與克羅伊）
- 超異域公主連結☆Re:Dive（萊拉耶爾）
- 崩壞：星穹鐵道（雪衣[102]）

2024年
- 碧藍幻想 Versus -RISING-（滅赦希亞）
- 不時輕聲地以俄語遮羞的鄰座艾莉同學 益智派對（更科茅咲[103]）

### 廣播劇CD
- 佐賀偶像是傳奇 廣播劇CD「秘密、Before、Christmas SAGA」（2021年，紺野純子[104]）[注 2]
- 歌劇少女!! Blu-ray第2、4卷特典CD外傳廣播劇（2021年，祥子）

### 外語配音

#### 電影
- 羅馬（2018年）

### 廣播節目
※記號表示說明網路廣播。
- 茉希、菜摘、夢奈的睡不著電台（2015年－2016年[4]，niconico動畫）※
- 河瀨茉希與赤尾光的今晚也Ichiyaduke！（2019年－播放中，超！A&G+）※
- 超！A＆G＋單月限定　河瀬茉希的幫我洗碗啊！！（2022年11月7日－2022年11月28日，超！A&G+）※

### 影像商品
- 百鍊霸王與nico直播美聲少女 （2018年）[105][注 3]
- （2020年，[106]）
- 想變開朗的時雨同學（2021年，時雨同學[107]）
- 書籍化決定 電視廣告（2021年，旁白[108][109]）
- [注 4]（2021年，豐聰耳神子[110]）
- [注 5]（2022年，豐聰耳神子[111]）

### 朗讀劇
- 聲之魔法館Voix Charme第14回公演「加侖」（辛西亞[112]）

### 其它
- 倫理課堂。 特別影像（2019年，PR）－酒井[113]
- Girl Radio Days（日语：ガールズラジオデイズ）（2020年，吉田文音[114]）

## 音樂作品

### 角色歌曲
| 發行日期 | 標題                                                                 | 名義 | 曲名                                                     | 備註                                                   |
| 2018年   | 2018年                                                               | 2018年 | 2018年                                                   | 2018年                                                 |
| -------- | -------------------------------------------------------------------- | --- | -------------------------------------------------------- | ------------------------------------------------------ |
| 5月30日  | Le temps de la rentrée ～戀之家路（新學期）～                        | 星野繪瑠（河瀨茉希）、絹番莉莉子（新井里美）、日登美真弓（名塚佳織） | 「」                                                     | 電視動畫《飛龍女孩》片尾主題曲                         |
| 5月30日  | Le temps de la rentrée ～戀之家路（新學期）～                        | 甘粕檜曾根（久野美）、星野繪瑠（河瀨茉希）／合聲：絹番莉莉子（新井里美）、日登美真弓（名塚佳織） | 「」                                                     | 電視動畫《飛龍女孩》片尾主題曲                         |
| 5月30日  | Le temps de la rentrée ～戀之家路（新學期）～                        | 甘粕檜曾根（久野美咲）、星野絵瑠（河瀨茉希）、絹番莉莉子（新井里美）、日登美真弓（名塚佳織）／合聲：貝崎名緒（黑澤朋世） | 「」                                                     | 電視動畫《飛龍女孩》片尾主題曲                         |
| 5月30日  | Le temps de la rentrée ～戀之家路（新學期）～                        | 甘粕檜曾根（久野美咲）、貝崎名緒（黑澤朋世）／合聲：星野繪瑠（河瀨茉希）、絹番莉莉子（新井里美）、日登美真弓（名塚佳織） | 「」                                                     | 電視動畫《飛龍女孩》片尾主題曲                         |
| 5月30日  | Le temps de la rentrée ～戀之家路（新學期）～                        | D-Pi | 「」                                                     | 電視動畫《飛龍女孩》片尾主題曲                         |
| 9月19日  | 百鍊霸王與聖約女武神 藍光&DVD 第1卷 特典CD                           | 菲麗希亞（末柄里惠）、吉可露妮（伊達朱里紗）、茵格莉特（河瀨茉希）、黎內爾（高尾奏音） | 「」                                                     | 電視動畫《百鍊霸王與聖約女武神》相關歌曲               |
| 11月28日 | 徒花招魂術                                                           | 法蘭秀秀 | 「」                                                     | 電視動畫《佐賀偶像是傳奇》片頭主題曲                   |
| 11月28日 | 向著光                                                               | 法蘭秀秀 | 「」                                                     | 電視動畫《佐賀偶像是傳奇》片尾主題曲                   |
| 12月21日 | 佐賀偶像是傳奇 藍光第1卷特典CD                                       | Green Face | 「」                                                     | 電視動畫《佐賀偶像是傳奇》劇中插入歌                   |
| 12月21日 | 佐賀偶像是傳奇 藍光第1卷特典CD                                       | Green Face | 「DEAD or RAP!!!」                                       | 電視動畫《佐賀偶像是傳奇》劇中插入歌                   |
| 12月21日 | 佐賀偶像是傳奇 藍光第1卷特典CD                                       | 法蘭秀秀 | 「」 「」                                                | 電視動畫《佐賀偶像是傳奇》劇中插入歌                   |
| 2019年   |                                                                      | |                                                          |                                                        |
| 2月22日  | 佐賀偶像是傳奇 藍光第2卷特典CD                                       | 法蘭秀秀 | 「」 「To my Dearest」 「特攻DANCE ～DAWN OF THE BAD～」 | 電視動畫《佐賀偶像是傳奇》劇中插入歌                   |
| 4月17日  | 百華繚亂                                                             | 津田越前守助廣（松田颯水）、八丁念佛（久保田梨沙）、雷切丸（河瀨茉希） | 「」                                                     | 遊戲《天華百劍 -斬-》相關歌曲                          |
| 4月26日  | 佐賀偶像是傳奇 藍光第3卷特典CD                                       | 法蘭秀秀 | 「」 「」 「」                                           | 電視動畫《佐賀偶像是傳奇》劇中插入歌                   |
| 10月15日 | 日清咖哩飯 佐賀偶像是傳奇 特別BOX組 特典CD                           | 法蘭秀秀 | 「」                                                     | 《佐賀偶像是傳奇》×「日清咖哩飯」合作歌曲              |
| 11月20日 | UP-DATE × PLEASE!!! ver 1.7.8                                        | 早乙女一千花（內山夕實）、早乙女七樹（本渡楓）、早乙女八雲（河瀨茉希） | 「UP-DATE × PLEASE!!! ver 1.7.8」                        | 電視動畫《戰×戀》片尾主題曲                            |
| 11月20日 | UP-DATE × PLEASE!!! ver 1.7.8                                        | 早乙女一千花（內山夕實）、早乙女二葉（原由實）、早乙女三沙（清水彩香）、早乙女四乃（逢田梨香子）、早乙女五夜（加隈亞衣）、早乙女六海（日高里菜）、早乙女七樹（本渡楓）、早乙女八雲（河瀨茉希）、早乙女九瑠璃（小岩井小鳥）                         | 「UP-DATE × PLEASE!!!!!!!!!」                            | 電視動畫《戰×戀》相關歌曲                              |
| 11月20日 | UP-DATE × PLEASE!!! 全卷購入特典CD                                   | 早乙女一千花（內山夕實）、早乙女二葉（原由實）、早乙女三沙（清水彩香）、早乙女四乃（逢田梨香子）、早乙女五夜（加隈亞衣）、早乙女六海（日高里菜）、早乙女七樹（本渡楓）、早乙女八雲（河瀨茉希）、早乙女九瑠璃（小岩井小鳥）、亞久津拓真（廣瀨裕也） | 「UP-DATE × PLEASE!!!!!!!!! Ver. X」                     | 電視動畫《戰×戀》相關歌曲                              |
| 11月27日 | 佐賀偶像是傳奇 法蘭秀秀 The Best                                     | 法蘭秀秀 | 「（Album ver.）」 「佐賀事」 「輝」                     | 電視動畫《佐賀偶像是傳奇》相關歌曲                     |
| 2020年   |                                                                      | |                                                          |                                                        |
| 4月5日   |                                                                      | IN-HI 16 | 「No.1 HOLiC」 「IENAI」 「UNKNOWNS」                    | 遊戲《八月的棒球甜心》相關歌曲                         |
| 5月13日  | 為美好的世界獻上祝福！Fantastic Days 主題歌單曲                      | 阿克塞爾之心 | 「Bright Show」                                          | 遊戲《為美好的世界獻上祝福！Fantastic Days》劇中插入歌 |
| 5月13日  | 為美好的世界獻上祝福！Fantastic Days 主題歌單曲                      | 莉亞（河瀨茉希） | 「Bright Show」                                          | 遊戲《為美好的世界獻上祝福！Fantastic Days》相關歌曲   |
| 8月5日   | Dear Tomorrow                                                        | 阿克塞爾之心 | 「Dear Tomorrow」                                        | 遊戲《為美好的世界獻上祝福！Fantastic Days》劇中插入歌 |
| 9月3日   | 佐賀偶像是傳奇PIA 特典CD                                             | 電波組.inc、法蘭秀秀 | 「」                                                     | 電視動畫《佐賀偶像是傳奇》相關歌曲                     |
| 10月21日 |                                                                      | 優奈（河瀨茉希） | 「」                                                     | 電視動畫《熊熊勇闖異世界》片尾主題曲                   |
| 10月21日 | 「Let's get started！」                                              | 優奈（河瀨茉希） | 電視動畫《熊熊勇闖異世界》相關歌曲                       |                                                        |
| 12月2日  | THE IDOLM@STER CINDERELLA MASTER Never ends & Brand new！            | 辻野朱里（梅澤惠）、砂塚明（富田美憂）、桐生司（河瀨茉希） | 「Brand new！」                                          | 遊戲《偶像大師 灰姑娘女孩》相關歌曲                    |
| 12月24日 | [ 注 6 ]                                                             | 優奈（河瀨茉希）、菲娜（和氣杏未） | 「」                                                     | 電視動畫《熊熊勇闖異世界》片尾主題曲                   |
| 2021年   |                                                                      | |                                                          |                                                        |
| 4月7日   | THE IDOLM@STER CINDERELLA GIRLS LITTLE STARS EXTRA！Life is HaRMONY  | 桐生司（河瀨茉希）、黑埼千歲（佐倉薰）、白菊螢（天野聰美）、鷺澤文香（M·A·O）、諸星琪拉莉（松麗） | 「Life is HaRMONY」                                      | 網路動畫《灰姑娘女孩劇場 Extra Stage》片尾主題曲       |
| 4月25日  |                                                                      | IN-HI 16 | 「」 「最適解少女」                                      | 遊戲《八月的棒球甜心》相關歌曲                         |
| 5月19日  | 大河啊陪我一起哭泣吧/Nope!!!!!                                       | 法蘭秀秀 | 「」                                                     | 電視動畫《佐賀偶像是傳奇 捲土重來》片頭主題曲          |
| 5月19日  | 將夢想掌握手中，漫步於沒有歸處的日子/討厭風大的日子嗎？              | 法蘭秀秀 | 「」                                                     | 電視動畫《佐賀偶像是傳奇 捲土重來》片尾主題曲          |
| 6月25日  | 佐賀偶像是傳奇 捲土重來 BD第1卷特典CD                                | 小島食品工場社 | 「」                                                     | 電視動畫《佐賀偶像是傳奇 捲土重來》劇中插入歌          |
| 6月25日  | 佐賀偶像是傳奇 捲土重來 BD第1卷特典CD                                | 法蘭秀秀 | 「REVENGE」 「」 「」                                    | 電視動畫《佐賀偶像是傳奇 捲土重來》劇中插入歌          |
| 6月25日  | 佐賀偶像是傳奇 捲土重來 BD第1卷特典CD                                | 法蘭秀秀 | 「」                                                     | 電視動畫《佐賀偶像是傳奇 捲土重來》劇中插入歌          |
| 6月25日  | 佐賀偶像是傳奇 捲土重來 BD第1卷特典CD                                | 紺野純子（河瀨茉希） | 「」                                                     | 電視動畫《佐賀偶像是傳奇 捲土重來》劇中插入歌          |
| 7月30日  | 佐賀偶像是傳奇 捲土重來 BD第2卷特典CD                                | 法蘭秀秀 | 「」 「」                                                | 電視動畫《佐賀偶像是傳奇 捲土重來》劇中插入歌          |
| 8月27日  | 佐賀偶像是傳奇 捲土重來 BD第3卷特典CD                                | 法蘭秀秀 | 「」                                                     | 電視動畫《佐賀偶像是傳奇 捲土重來》劇中插入歌          |
| 8月27日  | 佐賀偶像是傳奇 捲土重來 BD第3卷特典CD                                | 法蘭秀秀 | 「」                                                     | 電視動畫《佐賀偶像是傳奇》相關歌曲                     |
| 12月22日 | THE IDOLM@STER CINDERELLA GIRLS STARLIGHT MASTER GOLD RUSH！Red Sole | 桐生司（河瀨茉希）、三船美優（原田彩楓）、星輝子（松田颯水）、藤原肇（鈴木實里） | 「」                                                     | 遊戲《偶像大師 灰姑娘女孩 星光舞台》相關歌曲           |
| 12月22日 | THE IDOLM@STER CINDERELLA GIRLS STARLIGHT MASTER GOLD RUSH！Red Sole | 桐生司（河瀨茉希） | 「」                                                     | 遊戲《偶像大師 灰姑娘女孩 星光舞台》相關歌曲           |

## 腳註

## 外部連結
- ARTSVISION官方網站的聲優簡介 （页面存档备份，存于） （日語）
- （日語）－河瀨茉希的官方個人部落格。
- 河瀨茉希的X（前Twitter） （日語）
- 河瀨茉希的Instagram帳戶 （日語）